# Passage Gustave-Lepeu
Le passage Gustave-Lepeu est une voie du 11e arrondissement de Paris, en France.

## Situation et accès
Le passage Gustave-Lepeu est situé dans le 11e arrondissement de Paris. Il débute au 48, rue Léon-Frot et se termine au 31, rue Émile-Lepeu.

## Origine du nom
Il porte le nom de Gustave Lepeu, propriétaire des terrains.
La rue Émile-Lepeu et le passage Alexandrine portent les noms de son fils et de sa fille.

## Historique
Créée en 1865, cette voie est classée dans la voirie parisienne par arrêté du 14 décembre 1992.

## Bâtiments remarquables et lieux de mémoire
- Aux nos 13-15 se trouvaient les ateliers de Chalange et Bonnet.